# Leopold Waber

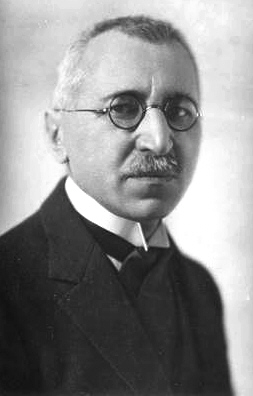
Leopold Waber

Leopold Waber (* 17. März 1875 in Mährisch-Neustadt, Mähren; † 12. März 1945 in Wien) war ein österreichischer Jurist und Politiker (GDVP).

## Leben
Leopold Waber studierte nach seiner in Kremsier abgelegten Matura Rechtswissenschaften an der Universität Wien. 1898 trat er in den österreichischen Finanzdienst ein. 1907 wurde er promoviert. Er war Obmann des Deutschen Volksbunds und Vizepräsident des Vereins der Staatsbeamten.
Von 1911 bis 1918 war Leopold Waber Reichsratsabgeordneter, 1918 / 1919 Mitglied der Provisorischen Nationalversammlung Deutschösterreichs und 1919 / 1920 Mitglied der Konstituierenden Nationalversammlung. Gleichzeitig war er vom 30. Oktober 1918 bis zum 15. März 1919 Unterstaatssekretär in der Staatsregierung Renner I. 1921 wurde er in Nachfolge von Franz Odehnal Nationalratsabgeordneter für die Großdeutsche Volkspartei (GDVP).
In einer Koalitionsregierung der Christlichsozialen Partei mit der Großdeutschen Volkspartei wurde er 1921 Innenminister der Bundesregierung Schober I. Als  Innenminister verweigerte er  jüdischen Zuwanderern aus den Ostgebieten der ehemaligen Habsburgermonarchie – mit der sogenannten „Waberschen Optionspraxis“ – die Zuerkennung der österreichischen Staatsbürgerschaft. Er widersetzte sich aus rassistischen Gründen den Vereinbarungen des Friedensvertrages von Saint-Germain, der den aus der aufgelösten Doppelmonarchie stammenden Personen ein solches Optionsrecht zustand.
Waber schied Anfang 1922 aus, weil Bundeskanzler Schober ohne Konsultationen mit seiner Partei mit der Tschechoslowakei den Vertrag von Lana abschloss, wurde aber wenige Monate später in der Bundesregierung Seipel I Justizminister der Republik Österreich. Vom 20. November 1924 bis 20. Oktober 1926 war Waber unter Bundeskanzler Rudolf Ramek Vizekanzler (siehe Bundesregierung Ramek I und Ramek II). 1926–1930 war er Dritter Präsident des Nationalrates.
Am 24. Mai 1938 beantragte er die Aufnahme in die NSDAP und wurde rückwirkend zum 1. Mai aufgenommen (Mitgliedsnummer 6.118.349).